# Teofilakt (Gubin)
Teofilakt, imię świeckie Fiodor Dmitrijewicz Gubin (ur. w marcu 1818 w Markowcach, gubernia kałuska, zm. 29 kwietnia?/11 maja 1872) – rosyjski biskup prawosławny.

## Życiorys
Był synem prawosławnego diakona. Ukończył szkołę ludową w Kałudze, zaś w latach 1832–1838 ukończył seminarium duchowne w tym samym mieście. W 1838 podjął wyższe studia w Moskiewskiej Akademii Duchownej. Będąc studentem, 8 marca 1842 złożył wieczyste śluby mnisze, 15 marca tego samego roku został wyświęcony na hierodiakona, a 28 czerwca – na hieromnicha. W tym samym roku, po ukończeniu szkoły, został wykładowcą przedmiotów teologicznych oraz inspektorem seminarium duchownego w Ołońcu. W 1843 uzyskał tytuł magistra nauk teologicznych. W 1850 został rektorem seminarium duchownego w Kałudze. Po siedmiu latach został przeniesiony na analogiczne stanowisko w seminarium w Krzemieńcu. Równocześnie został przełożonym monasteru św. Jana Miłościwego w Małych Zahajcach, dziekanem klasztorów eparchii wołyńskiej oraz cenzorem głoszonych na jej terytorium kazań.
2 października 1860 przyjął chirotonię na biskupa staro-russkiego, wikariusza eparchii nowogrodzkiej. Dwa lata później został biskupem kaukaskim i jekatierinodarskim (stawropolskim). W Stawropolu otworzył bezpłatną szkołę niedzielną przy miejscowym seminarium duchownym.
Zmarł w 1872 na katar żołądka i został pochowany w soborze katedralnym w Stawropolu.
Biskup Teofilakt czczony jest lokalnie jako święty.